# Teleios
Teleios (G305.4-2.2) est un objet céleste de nature inconnue détecté en radiofréquences par le Australian Square Kilometre Array Pathfinder.

## Découverte
L'objet est découvert en mai 2025 par une équipe internationale dirigée par l'astrophysicien Miroslav Filipović de l'université occidentale de Sydney (Australie). En raison de sa grande régularité (son image est parfaitement circulaire), ils l'ont nommé Teleios, la translittération anglaise du grec τέλειος / télios (« achevé, parfait »),. L'objet est sans doute un rémanent de supernova, mais sa faible luminosité et son indice spectral α = −0,6 ± 0,3 posent des problèmes théoriques.